# Жан Петі (1914)
Жан Петі (фр. Jean Petit, 25 лютого 1914, Льєж — 5 червня 1944) — бельгійський футболіст, що грав на позиції захисника за клуб «Стандард» (Льєж), а також національну збірну Бельгії.

## Клубна кар'єра
У футболі дебютував 1930 року виступами за команду «Стандард» (Льєж), кольори якої і захищав протягом усієї своєї кар'єри гравця, що тривала десять років. 
| Дата       | Місто     | Господарі | Результат | Гості      | Турнір            | Голи | Примітки |
| ---------- | --------- | --------- | --------- | ---------- | ----------------- | ---- | -------- |
| 03.04.1938 | Антверпен | Бельгія   | 1 – 1     | Нідерланди | Відбір до ЧС 1938 | -    |          |
| 08.05.1938 | Лозанна   | Швейцарія | 0 – 3     | Бельгія    | товариський матч  | -    |          |
| 15.05.1938 | Мілан     | Італія    | 6 – 1     | Бельгія    | товариський матч  | -    |          |
| 29.05.1938 | Брюссель  | Бельгія   | 2 – 2     | Югославія  | товариський матч  | -    |          |
| Усього     |           | Матчів    | 4         |            | Голів             | 0    |          |

Під час війни був доктором і загинув 5 червня 1944 року на 31-му році життя під час бомбардування союзників напередодні їх висадки в Нормандії.